# Ледяная (гора)
Ледяная — гора в Олюторском районе Камчатского края, самая высокая вершина Корякского нагорья. Входит в горный хребет Укэлаят. С 1991 года является памятником природы местного значения.
Вершина горы представляет собой купол, покрытый ледниками. Высота горы 2453 м над уровнем моря (по другим данным — 2562 м). От Ледяной отходят хребты Пикась, Укэлаят, Снеговой.
Ледяная и Укэлаят являются центром оледенения, здесь расположены 344 ледника площадью 102,5 км². В отрогах горы берут начало несколько рек, в том числе Пахача, Апука, Великая.